# Заза Пауалішвілі
Заза Пауалішвілі (*1 квітня 1984, Київ) — український поет, письменник, фотограф.

## Біографічні відомості
Народився 1 квітня 1984 року в місті Києві. Закінчив Київську державну академію водного транспорту ім. гетьмана П. Конашевича-Сагайдачного та Національний педагогічний університет ім. М. Драгоманова. Працює над дисертацією з історії церкви.
Переможець поетичного слему фестивалю «Захід» в 2011 р., 2 місце на фестивалі сучасної української поезії «СУП» в м. Рівному в 2011 р., багаторазовий учасник літфестів та поетичних читань у межах фестивалів: Форум видавців у Львові, Meridian Czernowitz, Гогольфест, Трипільське коло, Бандерштат, Захід, Країна Мрій та ін.
Співорганізатор літературних акцій: «Найдальша кімната» (2012 р.),  «Хліб» (2013 р). в межах літературного фестивалю Форуму видавців у Львові, читань, присвячених Марціну Свєтліцькому — «Вірші про водку і папіроси» (2012 р.) тощо.
Співучасник фотовиставки групи Look в 2012 р. з проектом «Щастя» про людей з особливими потребами.
Відзначався журі літературного конкурсу видавництва «Смолоскип» в 2012 році, лауреат ІІ премії літературного конкурсу видавництва «Смолоскип» 2013 року за збірку «Реґіна Ольсен».
Учасник кількох поетичних антологій.
Поезії автора перекладалися англійською, німецькою та польською мовами.
Окремі поезії було покладено на музику.

## Публікації
Антологія «32 за Фаренгейтом» 2011 рік
Антологія сучасної української смакової поезії «М'якуш» 2012 рік
Збірка поезій «Реґіна Ольсен» 2015